# Rezolucija Vijeća sigurnosti UN-a 1027
Rezolucija Vijeća sigurnosti UN-a 1027 jednoglasno je usvojena 30. studenoga 1995. godine. To se dogodilo nakon podsjećanja na prethodne rezolucije uključujući Rezoluciju 983 (1995.) o Makedoniji. Vijeće je produžilo mandat Snagama za preventivno raspoređivanje Ujedinjenih naroda (UNPREDEP) do 30. svibnja 1996. 
Vijeće sigurnosti ponovno je potvrdilo svoju predanost neovisnosti, suverenitetu i teritorijalnoj cjelovitosti Makedonije i ponovilo zabrinutost zbog bilo kakvog razvoja događaja koji bi mogao ugroziti njezinu stabilnost. S tim u vezi, mandat UNPREDEP-a produljen je do 30. svibnja 1996. i apelirao se na nastavak suradnje s Organizacijom za europsku sigurnost i suradnju. Zahtjevi glavnog tajnika za pružanje pomoći UNPREDEP-u zatraženo je da se povoljno razmotre. Do 31. siječnja 1996. od glavnog tajnika Butrosa Butros-Galija je zatraženo da izvijesti Vijeće o bilo kakvom razvoju događaja koji utječe na mandat UNPREDEP-a.

## Vanjske poveznice
| Wikizvor | Engleski Wikizvor ima izvorni tekst na temu: United Nations Security Council Resolution 1027 |

- Text of the Resolution at undocs.org